# 3068 Khanina
3068 Khanina è un asteroide della fascia principale. Scoperto nel 1982, presenta un'orbita caratterizzata da un semiasse maggiore pari a 2,2299429 UA e da un'eccentricità di 0,1020356, inclinata di 6,44959° rispetto all'eclittica.